# 徐洪灿
徐洪燦（韓語：서홍찬，？—），北韓政治人物及軍官，軍階朝鮮人民軍大將、現任人民武力省第一副部長、朝鮮勞動黨中央委員會中央軍事委員會委員及最高人民會議代議員等。他被認為是該國最高領導人金正恩的親信，也是核心軍部人物。

## 生平
徐洪燦早年事蹟不詳。在2007年，他被晉升為少將，兩年後獲提拔為中將，並於最高人民會議選舉中當選為代議員。2011年12月，金正日離世，他被繼任人金正恩列入為治葬委員會成員。此後，徐洪燦得到金正恩的重用。2013年的太陽節，他獲升至大將。同年11月，被起用為人民武力部第一副部長。2016年5月的朝鮮勞動黨第七次代表大會中被推舉為黨中央委員會委員。此外，他還是黨中央委員會委中央軍事委員會的委員。

## 資料來源
1. ↑  . Dailynk. 2013-11-17  [2017-11-23].
2. 1 2  . Donga. 2013-11-18  [2017-11-23]. （原始内容存档于2019-06-10）.
3. 1 2  . Unikorea.   [2017-11-23]. （原始内容存档于2019-06-10）.
4. ↑  . 韓聯社. 2017-04-15  [2017-11-23]. （原始内容存档于2017-04-20）.